# Roger Léron
Roger Léron, né le 25 janvier 1945 à Romans-sur-Isère (Drôme) et mort le 16 octobre 2013 à Guilherand-ranges (Ardèche), est un homme politique français.

## Biographie
Roger Léron est fils de Justin Léron, représentant, et de Clotilde Guinet. Il est élève à l'école primaire de Romans. étudiant à la faculté de droit de Grenoble, il est licencié en droit et étudiant à l’Institut d’études politiques de Grenoble il est diplômé d’études supérieures de sciences politiques.

## Détail des fonctions et des mandats
- Mandat parlementaire : 12 juin 1988 - 1er avril 1993 : Député de la 1re circonscription de la Drôme
- Premier  adjoint au Maire de Valence, Rodolphe Pesce,  de 1977 à 1995
- Conseiller régional de Rhône-Alpes de 1977 à 2000. Il préside le groupe socialiste  de 1992 à 1998.
- Président de l'autorité de contrôle des nuisances sonores aéroportuaires de 2000 à 2006[1].
- Président de RhônAlpEnergie-Environnement (RAEE), agence devenue en 2017 Auvergne-Rhône-Alpes Énergie environnement.
- Fondateur, en 1978,  de la Fédération européenne des agences et des régions d’Europe pour l’énergie et l’environnement et président en 1992. La FEDARENE rend hommage à son ancien président en organisant chaque année le prix Roger Léron[2].
- Président du Réseau des Agences Régionales de l'Énergie et de l'Environnement (RARE)[3].

## Travaux et publications
- Rapport, de 1991, d'évaluation sur l'application de la loi du 31 décembre 1989 sur le surendettement des familles à la demande de Véronique Neiertz, secrétaire d'État à la consommation[4].

## Décorations
Chevalier dans l'Ordre de la légion d'honneur (1999).